# Parafia św. Jana Chrzciciela w Janowie Lubelskim
Parafia pw. św. Jana Chrzciciela w Janowie Lubelskim – parafia rzymskokatolicka znajdująca się w diecezji sandomierskiej w dekanacie Janów Lubelski. Jest jedną z dwóch parafii, które obejmują swoim zasięgiem miasto i okoliczne wioski. Parafia liczy około 8700 wiernych (2005).
Została erygowana w 1694. Stanowi Sanktuarium Matki Bożej Różańcowej Łaskawej. Przedmiotem kultu jest obraz Matki Boskiej z XVII wieku. koronowany w 1985 roku. Obecny kościół murowany został zbudowany przez dominikanów w latach 1694-1724. Mieści się przy ulicy Szewskiej.

## Obiekty sakralne na terenie parafii
- Sanktuarium Matki Bożej Różańcowej Łaskawej w Janowie Lubelskim
- Kaplica Najświętszego Serca Pana Jezusa w Łążku Ordynanckim
- Zgromadzenie Sióstr Opatrzności Bożej (Siostry Opatrznościanki)

## Miejscowości i ulice należące do parafii
- Ulice (Janów Lubelski): 3 Maja, 11 Listopada, 14 Czerwca, Andersa, Bema, Bialska, Borelowskiego, Cicha, Fredry, Kamienna, Kilińskiego, Kołłątaja, Konopnickiej, Kościuszki, Krótka, ks. Skorupki, Lechnickiego, Lubelska, Mickiewicza, Narutowicza, Ochotników Węgierskich, Ogrodowa, Okopowa, Partyzantów, Piaskowa, Piłsudskiego, Podlipie, Polna, Poprzeczna, Prosta, Prusa, Reja, Rejmonta, Rolna, Sienkiewicza, Słowackiego, Spokojna, Sukiennicza, Szewska, Szkolna, Szymanowskiego, Świerdzowa, Traugutta, Wałowa, Wesoła, Kard. Wyszyńskiego, Zakątna, Zamojskiego.
- Miejscowości: Biała I, Biała II, Borownica, Jonaki, Kopce, Łążek, Pikule, Podlaski, Ruda, Nowa Osada.

## Poczet proboszczów
1. ks. kan. Laurentius Starcogolius (1616–1640)
2. ks. Walenty Dąbrowski (1639–1694)
3. ks. Albert Łabęcki (1664–1676)
4. ks. Jan Rużyński (1676–1711)
5. ks. Jan Fedorowicz (1711–1733)
6. ks. Józef Staniewski (1733–1755)
7. ks. Bartłomiej Dulewski (1755–1793)
8. ks. Antoniewicz (1793–1801)
9. ks. Głębicki (1801–1829)
10. ks. Danielewski (1819–1829)
11. ks. Antoni Paschalis (1829–1850)
12. ks. Franciszek Herman (1850–1853)
13. ks. kan. Jan Hetner (1853–1875)
14. ks. kan. Franciszek Ostrowski (1875–1908)
15. ks. kan.  Michał Zawisza (1908–1931)
16. ks. inf. Józef Dąbrowski (1931–1953)
17. ks. dziek. Stanisław Niedźwiński (1953–1955)
18. ks. kan. Franciszek Trochonowicz  (1955–1969)
19. ks. kan. Roman Kwieciński (1969–1986)
20. ks. inf. Edmund Markiewicz (1986–2008)
21. ks. kan. dr Jacek Bolesław Staszak (2008–2020)
22. ks. kan. Tomasz Lis (od 2020)